# December
December — четвёртый фортепианный альбом Джорджа Уинстона, следующий после альбома «Autumn». Записан осенью 1982 года (выпущен позднее в том же году).
Наиболее продающийся альбом Джорджа Уинстона, троекратно отмечен RIAA как платиновый: продано более трёх миллионов копий. Успех этого альбома (наряду с некоторыми другими его альбомами начала восьмидесятых) позволил лейблу Windham Hill всерьёз выйти на международный рынок.
В 2001 году, к двадцатилетию, альбом был переиздан с добавлением двух бонусных треков («A Christmas Song» и «Sleep Baby Mine»). Также перевыпущен в 2013 году компанией Valley Entertainment и собственным лейблом Уинстона Dancing Cat Records.

## Список композиций
| №                   | Название                                      | Автор(ы)                             | Длительность |
| ------------------- | --------------------------------------------- | ------------------------------------ | ------------ |
| 1.                  | «Thanksgiving»                                | Джордж Уинстон                       | 4:04         |
| 2.                  | «Jesus, Jesus, Rest Your Head»                | Джон Джейкоб Найлз                   | 2:40         |
| 3.                  | «Joy»                                         | Дэвид Квейли, Иоганн Себастьян Бах   | 3:13         |
| 4.                  | «Prelude»                                     | Джордж Уинстон                       | 1:16         |
| 5.                  | «Carol of the Bells»                          | Джордж Уинстон, from Н. Д. Леонтович | 3:56         |
| 6.                  | «Night, Part One: Snow»                       | Джордж Уинстон                       | 1:51         |
| 7.                  | «Night, Part Two: Midnight»                   | Джордж Уинстон                       | 1:56         |
| 8.                  | «Night, Part Three: Minstrels»                | Малкольм Дэлглиш                     | 2:00         |
| 9.                  | «Variations on the Kanon by Johann Pachelbel» | Иоганн Пахельбель                    | 5:21         |
| 10.                 | «The Holly and the Ivy»                       | Джордж Уинстон                       | 4:52         |
| 11.                 | «Some Children See Him»                       | Альфред Бёрт                         | 3:43         |
| 12.                 | «Peace»                                       | Джордж Уинстон                       | 4:02         |
| Общая длительность: | Общая длительность:                           | Общая длительность:                  | 38:54        |

| №                   | Название            | Автор(ы)            | Длительность |
| ------------------- | ------------------- | ------------------- | ------------ |
| 13.                 | «A Christmas Song»  | Джон Барри          | 2:25         |
| 14.                 | «Sleep Baby Mine»   | Альберт Бёрт        | 4:06         |
| Общая длительность: | Общая длительность: | Общая длительность: | 45:25        |